# Chromodoris krohnii
Chromodoris krohnii is een zeenaaktslak die behoort tot de familie Chromodorididae. De slak leeft in de Middellandse Zee, op 10-15 m diepte. De slak leeft in symbiose met de plant Posidonia oceanica.
De slak is geel, wit en roze gekleurd. Ze wordt, als ze volwassen is, zo'n 3 cm lang.